# Leinewelle

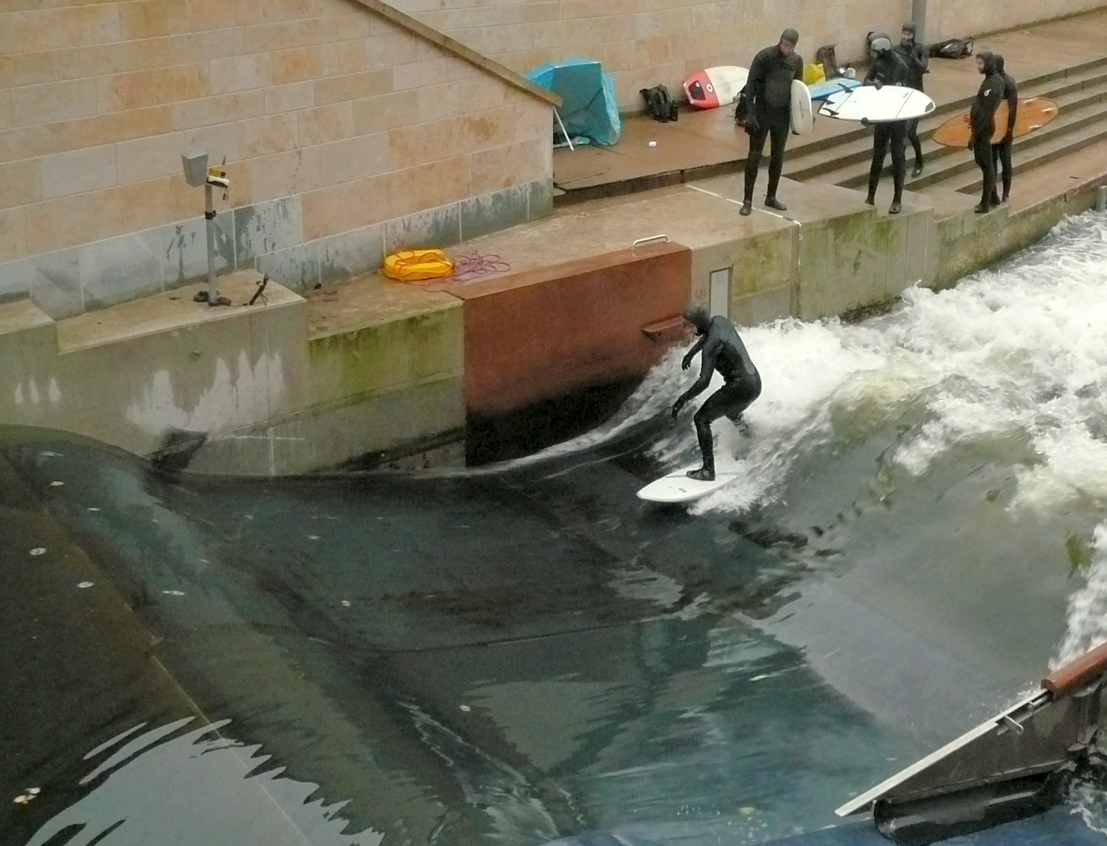
Leinewelle während der Testphase, 2022

Die Leinewelle (Eigenbezeichnung: enercity Leinewelle) ist eine technische Anlage in der Leine in Hannover, die eine stehende Welle zum Flusssurfen erzeugt. Es ist die erste Anlage dieser Art in einem natürlichen Fluss in Norddeutschland. Vorbild war die Münchner Eisbachwelle. Im Juni 2021 wurde nach rund acht Jahren Planung mit dem Bau begonnen. Nach der Fertigstellung im Oktober 2022 und einer Testphase kann sie ab Mai 2023 regulär benutzt werden. Die Kosten wurden durch Spenden finanziert.

## Beschreibung
Die Leinewelle liegt auf der Grenze zwischen den Stadtteilen Mitte und Calenberger Neustadt. Sie befindet sich in einer kanalartigen Verengung des Flusses mit hohen Ufermauern und einer Treppenanlage zum Flussufer. Dies ist eine Stelle am flussbegleitenden Weg Klostergang als Verlängerung der Straße Am Hohen Ufer. Einige Meter flussaufwärts befinden sich das Leineschloss mit dem Niedersächsischen Landtag und die Leintorbrücke mit der Schloßstraße sowie dem Neuen Tor.
Die insgesamt 8,6 m breite Welle kann durch ein Wehr mit hydraulischer Steuerungsanlage stufenlos reguliert werden. Das Wehr besteht aus drei rund fünf Meter langen und drei Meter breiten Wellenkörpern aus Stahl. Um die Steilheit und die Größe der Welle einzustellen, wird der Winkel der drei schaufelähnlichen Wellenkörper verstellt. Durch die Dreiteilung lässt sich die Welle in drei unterschiedliche Breiten einstellen, so dass auch bei geringen Wassermengen ein Surfen im Fluss möglich ist. Die hydraulische Steuerung erfolgt mit einer Mobile App per Smartphone. Damit Fische in der Leine die Barriere der Leinewelle überwinden können, wurde ein Fischpass gebaut.
Die Nutzung der Surfwelle ist für regelmäßige Nutzer durch eine Mitgliedschaft im Verein Leinewelle e. V. und für unregelmäßige Nutzer als zahlender Gast möglich. Während des Betriebs der Anlage sind zwei Vereinsmitglieder als sogenannte Wavemaster anwesend. Sie bedienen das hydraulische System zur Regulierung der Welle und überwachen den Betrieb.
Ursprünglich wurde von Kosten in Höhe von rund 1,4 Millionen Euro ausgegangen. Der Verein sammelte innerhalb von 10 Jahren zwei Millionen Euro an Spenden. Die Gesamtkosten lassen sich mit 2,5 Millionen Euro beziffern, da aufgrund der aufwändigen Baumaßnahmen noch 500.000 Euro im Jahr 2023 für die Finanzierung fehlten. Sponsoren aus Hannover waren unter anderem das Energieversorgungsunternehmen enercity, die Sparkasse Hannover, das Bauunternehmen Gundlach und der Universitätssportclub Hannover.

## Geschichte

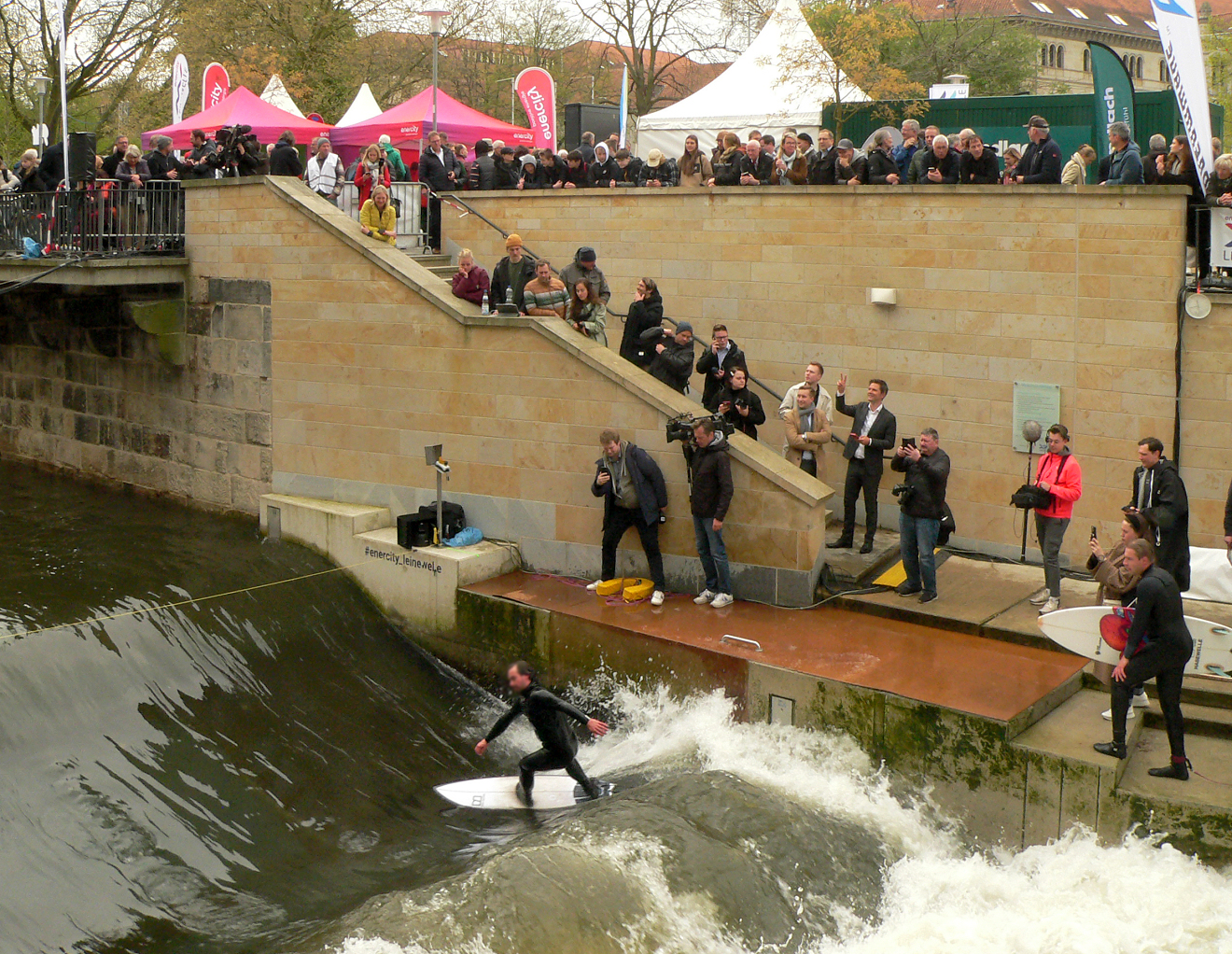
Einweihung, 2023

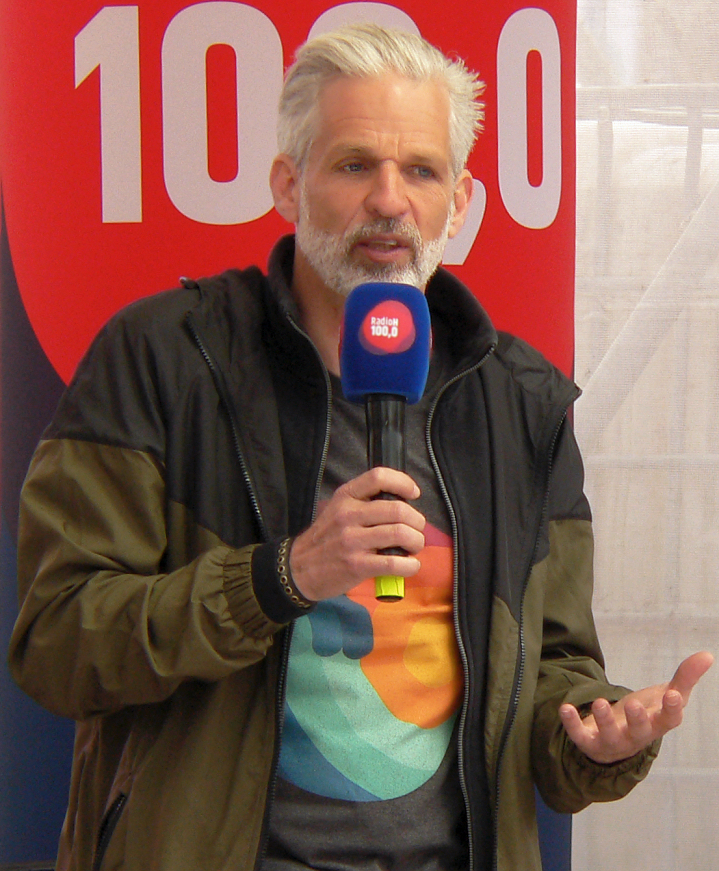
Heiko Heybey, Initiator der Leinewelle

Erste Planungen zur Schaffung einer Surfwelle in der Leine, die ursprünglich in Höhe des Leineschlosses entstehen sollte, gab es 2013. Als Initiator der Leinewelle gilt der hannoversche Unternehmer Heiko Heybey. Zur Realisierung gründete sich der Trägerverein Leinewelle e. V. Die politischen Gremien der Stadt standen dem Vorhaben positiv gegenüber. Sie gingen davon aus, dass sich die Surfwelle zu einem „sportlich-kulturellen Höhepunkt“ und – ähnlich wie in München die Eisbachwelle – zu einer Touristenattraktion entwickelt. Auch diene sie der Aufwertung der etwa einen Kilometer langen Promenade am Altstadtufer. Öffentliche Gelder wurden nicht zur Verfügung gestellt. Die Region Hannover erteilte 2019 die wasserrechtliche Genehmigung für den Bau. Dagegen klagte der Fischereiverein Hannover zunächst vor dem Verwaltungsgericht Hannover und später vor dem Niedersächsischen Oberverwaltungsgericht. Nach Abweisung der Klage erfolgte der Spatenstich im Juni 2021. Wenige Monate nach Baubeginn tauchten bauliche Probleme auf und die Baustelle ruhte über Wochen. Grund war der stabile Lehmuntergrund unter dem Flussbett, wodurch Spundwände nicht tief genug eingerammt werden konnten. Im August 2022 wurden die drei Wellenkörper zur Regulierung der Welle eingesetzt. Nach der Fertigstellung im Oktober 2022 fand ein Probebetrieb der Anlage durch Mitglieder des Trägervereins Leinewelle e. V. statt. Die offizielle Eröffnung erfolgte am 28. April 2023 im Beisein des hannoverschen Oberbürgermeisters Belit Onay und von Steffen Krach als Präsident der Region Hannover. Im Anschluss wurde am 29. und 30. April 2023 die 4. deutsche Meisterschaft im Rapid Surfing auf der Leinewelle ausgetragen. Diese wurde möglich durch die Mitgliedschaft des Trägervereins Leinewelle e. V. mit seinen fast 200 Mitgliedern im Landessportbund Niedersachsen. Nach einer Abnahme durch den TÜV begann die öffentliche Nutzung der Anlage am 1. Mai 2023. Durch das Weihnachtshochwasser 2023/2024 lagerte sich viel Sand in der Anlage ab, so dass sie außer Betrieb genommen wurde. Die Reinigung erfolgt im April 2024 im Rahmen einer geplanten Wartung rund ein Jahr nach der Inbetriebnahme.

Bauphase
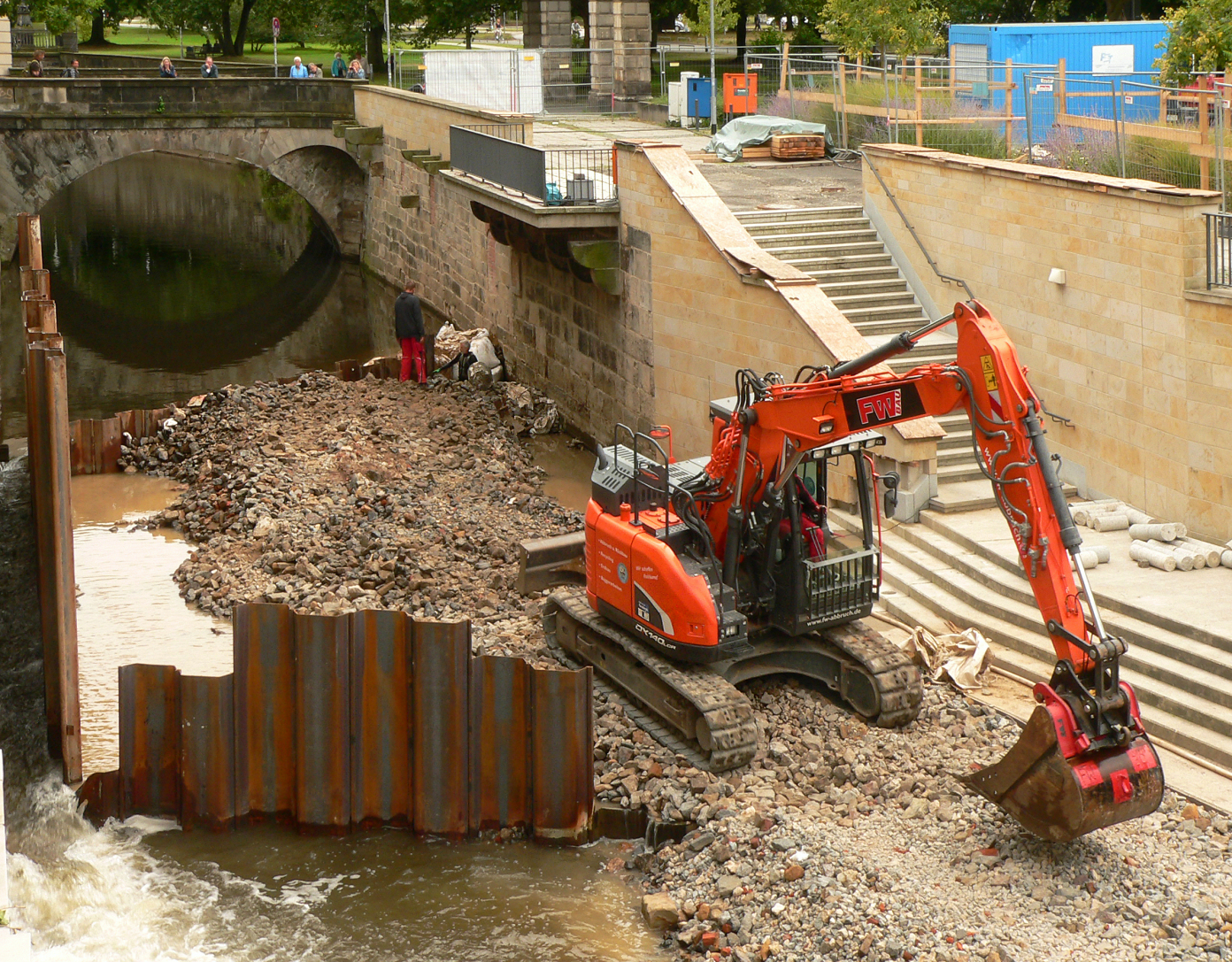
Erste Bauarbeiten, im Hintergrund die Leintorbrücke, 2021
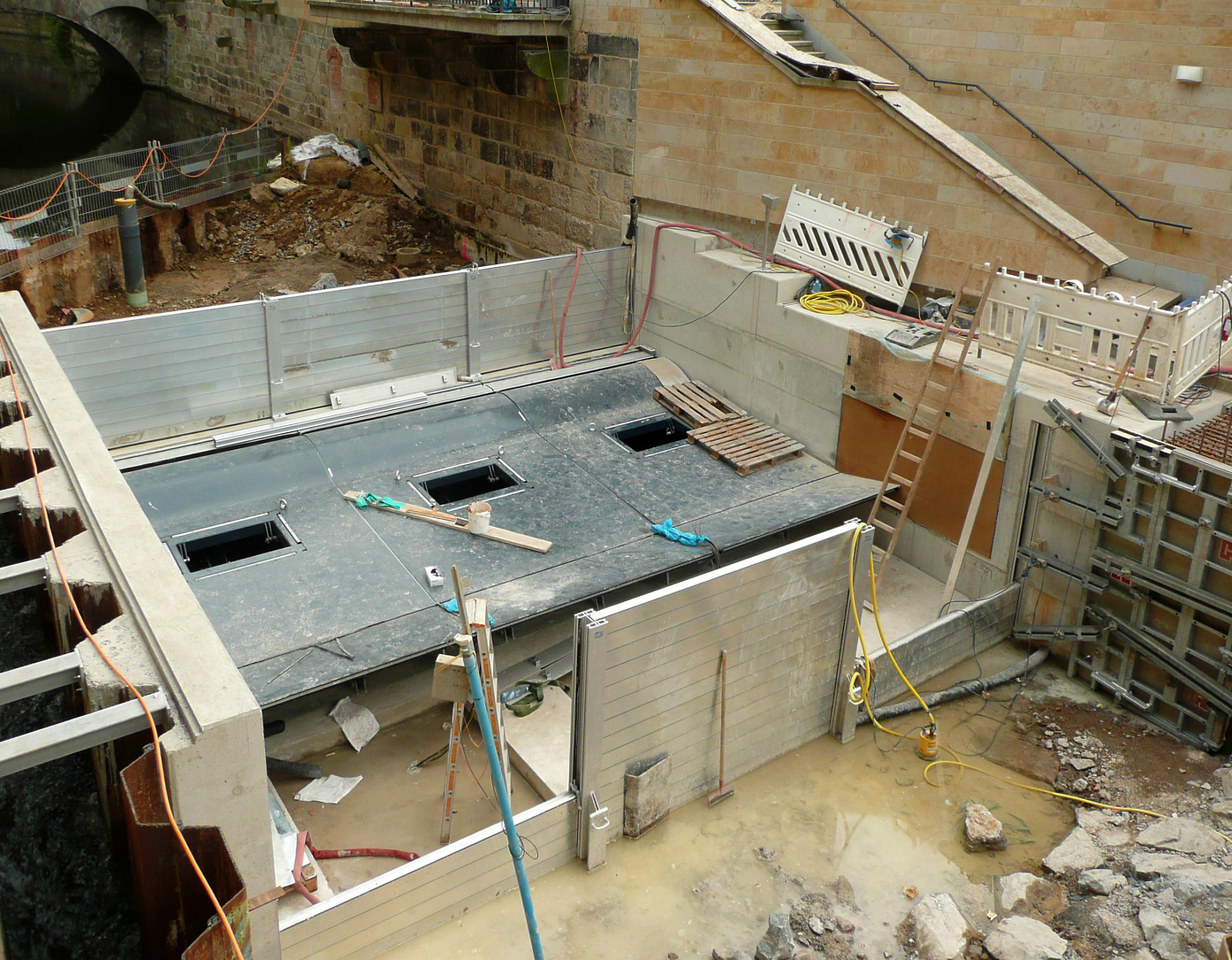
Die eingesetzten drei Wellenkörper, 2022
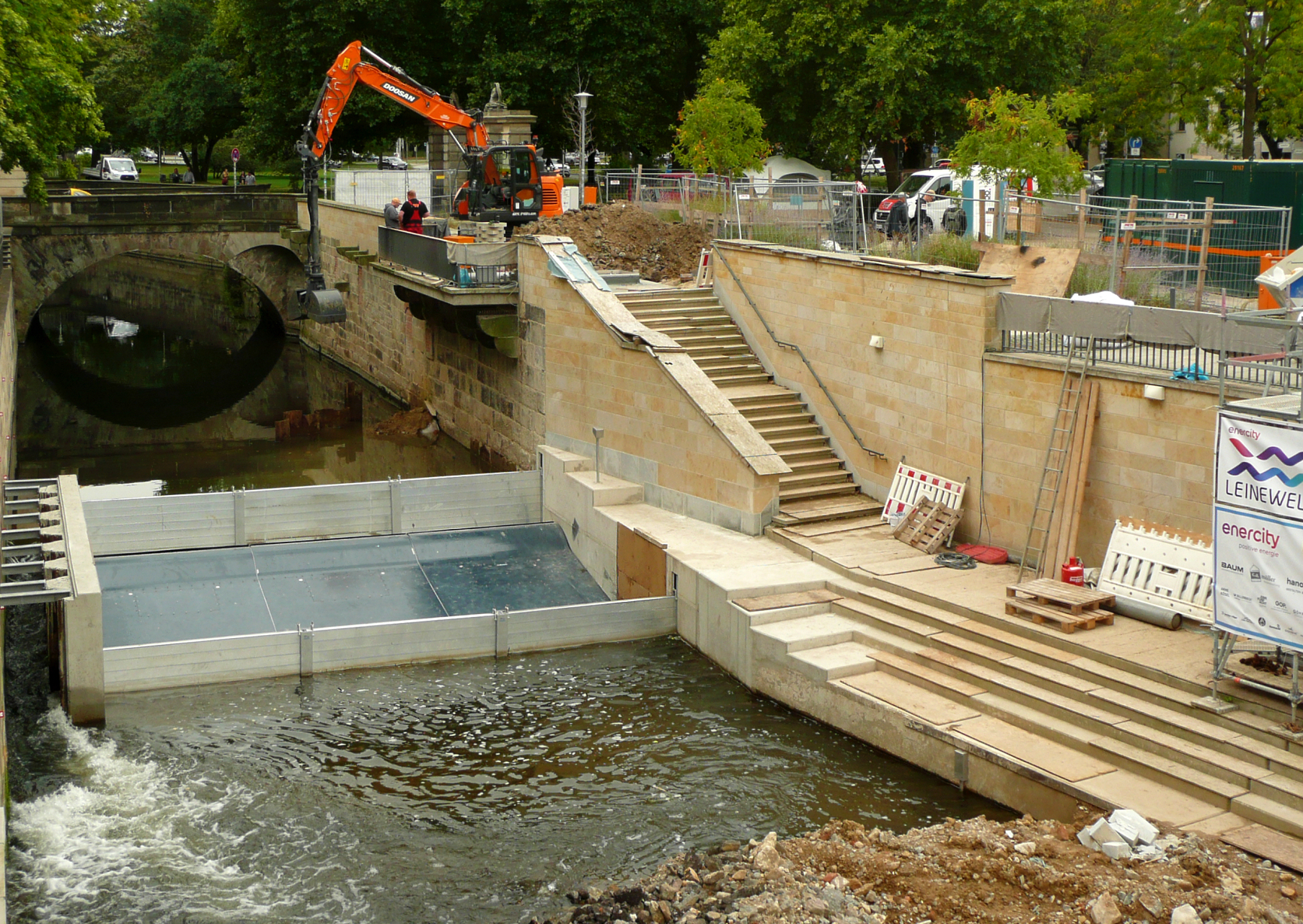
Die noch abgesperrten Wellenkörper im Fluss, 2022